# Diego Durán
Diego Durán (* um 1537 in Sevilla, Spanien; † um 1588) war ein Dominikaner spanischer Herkunft in Mexiko und Verfasser eines der frühesten Werke zur vorkolumbianischen Geschichte der Azteken.

## Leben
Diego Durán wurde um 1537 in Sevilla geboren. Mit seiner Familie reiste er noch als Kind nach Mexiko, wo er in Texcoco aufwuchs und auch Náhuatl erlernte. Etwas später siedelte die Familie nach Mexiko-Stadt über. Mit ungefähr 19 Jahren trat er in den Dominikaner-Orden ein.

## Werk

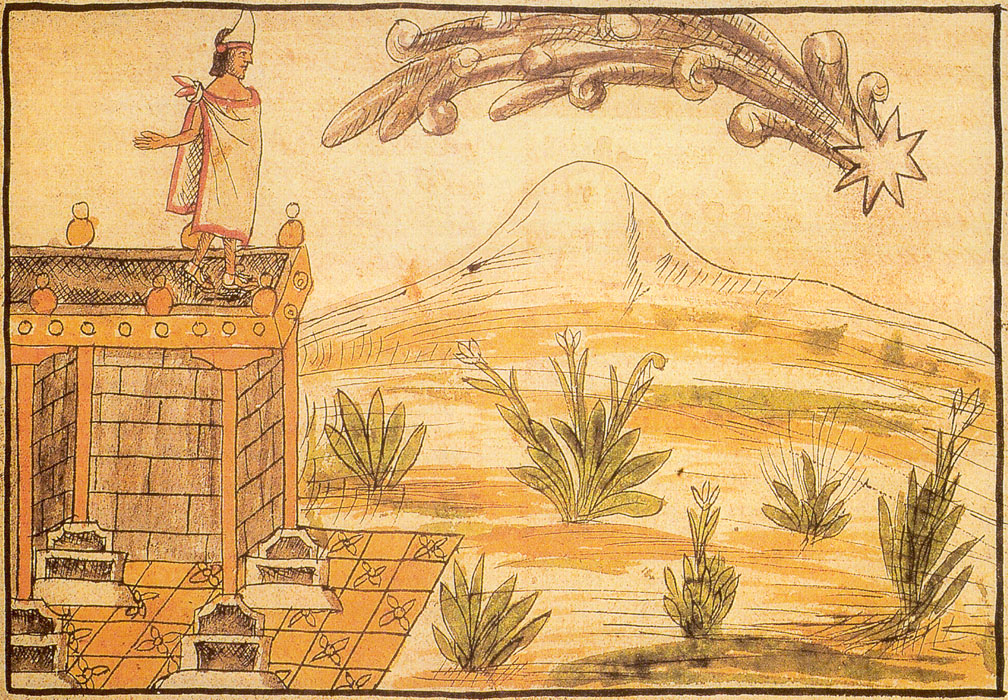
Illustration zum historischen Werk, Blatt 48: Moctezuzma betrachtet einen Kometen, den er als Anzeichen kommenden Unheils ansieht

Durán ist besonders durch sein historisches Hauptwerk bekannt geworden. Die zu diesem Buch gehörenden Illustrationen sind zumindest teilweise aus einem früheren Werk herausgeschnitten und mit diesem Buch verbunden worden. Daneben existieren mehrere kleinere Schriften.
- Historia de las Indias de Nueva España e Islas de Tierra Firme (Geschichte der Indianer von Neuspanien und der Inseln des Kontinents), verfasst 1581. Das Original ist nicht erhalten, die diesem am nächsten stehende Handschrift ist der „Códice Durán“ in der Biblioteca Nacional de Madrid. Die verschiedenen Schreiber dieser Handschrift haben auch inhaltlichen Niederschlag gehabt, so dass man eigentlich von Redaktoren sprechen müsste. Dieses Werk ist nach einer am Ende stehenden Angabe im Jahre 1581 abgeschlossen worden.
- Libro de los ritos y ceremonias (Buch der Riten und Zeremonien), eigentlich der erste Teil des zuvor genannten Werkes. Nach der Schilderung von Topiltzin und Huemac in Tula folgen Kapitel zu Huitzilopochtli, Tezcatlipoca, Quetzalcoatl und Tlaloc sowie dem Gott Camaxtli von Tlaxcallan. Danach folgt eine Beschreibung einzelner Feste und weiterer Gottheiten. In diesem Buch sind auch zwei indianische Kalender enthalten, der erste mit einer sehr umfangreichen Beschreibung der 18 als Monate bezeichneten Festabschnitte. Bei diesen Texten handelt es sich nicht um authentische Darstellungen der Mechanik des Kalenders, sondern um Kunstprodukte, die auch untereinander nicht kongruent sind.[1]